# Lijst van rijksmonumenten in Axel
De plaats Axel telt 15 inschrijvingen in het rijksmonumentenregister. Hieronder een overzicht.
| Object | Oorspronkelijke functie?  | Bouwjaar                                       | Architect | Locatie              | Coördinaten?                  | Nr.?   | Afbeelding        |
| --- | ------------------------- | ---------------------------------------------- | --------- | -------------------- | ----------------------------- | ------ | ----------------- |
| Stadsmolen | Industrie- en poldermolen | 1750                                           |           | Molenstraat 20       | 51° 16' 4" NB, 3° 54' 30" OL  | 360096 | Meer afbeeldingen |
| Fundering kasteel | Archeologisch monument    | Middeleeuwen                                   |           | Burchtlaan           | 51° 15' 49" NB, 3° 54' 22" OL | 45120  | Meer afbeeldingen |
| Verdiepingloos woonhuis op rechthoekige plattegrond in ambachtelijk-traditionele bouwtrant | Woonhuis                  | ca. 1895                                       |           | Eerste Verkorting 10 | 51° 15' 13" NB, 3° 55' 55" OL | 508097 | Meer afbeeldingen |
| Dwarsdeelschuur op rechthoekige plattegrond, voorzien van twee dwarsdelen | Boerderij                 | 1895                                           |           | Eerste Verkorting 10 | 51° 15' 13" NB, 3° 55' 53" OL | 508098 | Meer afbeeldingen |
| Traditionele, gedeeltelijk open wagenschuur op rechthoekige plattegrond | Boerderij                 | 1895                                           |           | Eerste Verkorting 10 | 51° 15' 12" NB, 3° 55' 54" OL | 508099 | Meer afbeeldingen |
| Veestal op rechthoekige plattegrond, één bouwlaag hoog met zadeldak | Boerderij                 | 1895                                           |           | Eerste Verkorting 10 | 51° 15' 12" NB, 3° 55' 52" OL | 508100 | Meer afbeeldingen |
| Bakstenen varkenshok op rechthoekige plattegrond, één bouwlaag hoog met zadeldak | Boerderij                 | 1895                                           |           | Eerste Verkorting 10 | 51° 15' 13" NB, 3° 55' 53" OL | 508101 | Meer afbeeldingen |
| Bakhuis opgetrokken uit gele ijsselsteentjes, één bouwlaag hoog met zadeldak gedekt met gesmoorde pannen | Boerderij                 | 1895                                           |           | Eerste Verkorting 10 | 51° 15' 13" NB, 3° 55' 55" OL | 508102 | Meer afbeeldingen |
| Winkelpand, uitgevoerd in late overgangsarchitectuur | Winkel                    | 1920                                           |           | Markt 2              | 51° 15' 55" NB, 3° 54' 32" OL | 508103 | Meer afbeeldingen |
| Watertoren | Nutsbedrijf               | 1936                                           |           | Kinderdijk 2         | 51° 15' 32" NB, 3° 54' 34" OL | 508104 | Watertoren        |
| Woonhuis, ontworpen in rijke overgangsarchitectuur met in de voorgevel chalet-stijl invloeden | Woonhuis                  | ca. 1917                                       |           | Stationsstraat 3     | 51° 16' 3" NB, 3° 54' 25" OL  | 508106 | Upload foto       |
| Woonhuis met pannen zadeldak. Losse bakstenen schuur met rietenwolfdak en merkwaardige oversteek aan lange zijde. Varkensstal in baksteen met pannen zadeldak en dito overstek als aan schuur                                                                | Woonhuis                  | 1896 (steen woonhuis) 1707 (steen varkensstal) |           | Langeweg 9           | 51° 15' 41" NB, 3° 56' 48" OL | 8460   | Meer afbeeldingen |
| Dubbel woonhuis met pannen zadeldak. Zijtoppen met vlechtingen. Kroonlijst met zolderlichten. Omlijste voordeur met panelen in de omlijsting - staafankers. Zeer fraaie zwart geteerde schuur met rood pannen wolfdak met schulplijsten onder de druipkanten | Woonhuis                  | 19e eeuw (dubbel woonhuis) 18e eeuw (schuur)   |           | Nieuwendijk 90       | 51° 16' 30" NB, 3° 54' 36" OL | 8461   | Meer afbeeldingen |
| Grenspaal | Grensafbakening           |                                                |           | Dorpsstraat bij 21   | 51° 12' 10" NB, 3° 53' 33" OL | 8462   | Upload foto       |
| Bakstenen woonhuis met pannen zadeldak. Houten schuur met rieten wolfdak | Woonhuis                  | 18e-19e eeuw (woonhuis) 18e eeuw (schuur)      |           | Magrette 1           | 51° 17' 14" NB, 3° 53' 21" OL | 8464   | Upload foto       |